# Archikatedra w Cuzco
Bazylika archikatedralna Wniebowzięcia Najświętszej Maryi Panny w Cuzco (hiszp. Catedral Basílica de la Virgen de la Asunción) – katolicki kościół w Cuzco, w Peru, wzniesiony w XVI–XVII wieku, znajdujący się przy Plaza de Armas. Archikatedra w Cuzco ma godność bazyliki mniejszej.

## Historia
Budowa katedry rozpoczęła się w 1560 roku, a autorem pierwotnego projektu był Juan Miguel de Veramendi. Kościół wybudowano w miejscu pałacu Viracochy, a do jego budowy wykorzystano materiał pochodzący z Sacsayhuamán – inkaskiego kompleksu murów w okolicach Cuzco. Budowę kościoła, nadzorowaną przez wielu różnych architektów, ukończono w 1654 roku.

## Architektura i sztuka
Kościół wybudowano w stylu renesansowym. Ma on trzy nawy z transeptem, a po bokach łączy się z dwoma innymi mniejszymi kościołami: od zachodu z kościołem Świętej Rodziny, a od wschodu z kościołem Tryumfu (który został tak nazwany, by upamiętnić tryumf hiszpańskich konkwistadorów nad Inkami oraz tryumf religii katolickiej nad miejscowymi wierzeniami).
Obecny ołtarz główny jest w stylu klasycznym. Wykonany został z drewna cedrowego, dawniej złoconego, obecnie srebrzonego – w 1803 roku biskup Bartolomé María de las Heras Navarro podarował srebro, którym pokryto ołtarz. W pewnej odległości za ołtarzem głównym stoi ołtarz w przeszłości pełniący funkcję głównego. Ten starszy ołtarz jest wykonany z drewna olchowego.
W świątyni znajduje się krucyfiks nazywany Señor de los Temblores (w keczua Taytacha Temblores). Uważa się, że uspokoił on trzęsienie ziemi w Cuzco 31 marca 1650 roku. Prawdopodobnie krucyfiks ten został wykonany w Peru przez lokalnych artystów z różnych materiałów (m.in. włókien agawy i gipsu) około 1570 roku. Ukrzyżowany Chrystus ma kolor czarny, ale barwa ta nie jest oryginalna, lecz powstała w wyniku działania dymu ze świec oraz pyłku z czerwonych kwiatów ñuk’chu, którymi krucyfiks jest dekorowany podczas procesji w Poniedziałek Wielkanocny.
Najbardziej znanym obrazem w katedrze jest Ostatnia Wieczerza autorstwa Marcosa Zapaty. Na obrazie tym na środku stołu znajduje się taca z pieczoną świnką morską (należącą do lokalnych dań spożywanych przy szczególnych okazjach), oprócz niej na stole można również zobaczyć papaje czy ostre papryki.
W północnej wieży katedry znajduje się dzwon Maria Angola o wysokości 2,15 metra i wadze ok. 5980 kg, odlany w 1659 roku. Według legendy jego nazwa związana jest z niewolnikiem pochodzącym z Angoli, który wrzucił złoto do tygla, w którym wytapiano dzwon.